# Halles des Lices
Les halles des Lices sont des halles à Vannes (Morbihan).

## Localisation
La halle est construite au sud-est de la place des Lices, entre les rues du Marché-Couvert et de la Porte-Poterne.

## Historique
Sur le site de l'ancien hôtel de Rosmadec (XVIIe siècle), le troisième marché couvert de la ville, après la halle aux grains et les halles à poisson, fut construit en 1912 par l'entrepreneur Louis Bolze sur les plans de l'architecte léonard Charles Pleyber. Son projet étant moins coûteux que ceux de ses concurrents, il obtint du conseil municipal (dont il était membre) le chantier d'un marché couvert pour la vente de fruits et légumes, crèmerie et volaille. Conçu à l'économie en pans de fer sur poteaux et couvert d'une simple charpente métallique, il s'épaule de deux pignons maçonnés dont la fameuse façade donnant sur le bas de la place des Lices. Sur celle-ci fut plaquée un décor de tuiles vernissées aux tons vifs et une entrée monumentale de style mauresque, ornée d'une belle grille en fer forgé et - au fronton - d'un cartouche de pierre aux armoiries de la ville. Cette façade rappelait le marché Kermel de Dakar où Charles Pleyber avait séjourné quand il servait dans la coloniale.
Ce bâtiment, quoique très original en Bretagne, fut longtemps ignoré des érudits vannetais et les municipalités négligèrent d'en entretenir les enduits. Mal considéré, mal entretenu, trop petit et trop sombre, il fut l'objet de projets de restructuration à partir de 1990, dont le projet Arcau-Le Huidoux qui proposait de conserver la porte mauresque, intégrée à une nouvelle construction.
Un processus d'inscription à l'inventaire supplémentaire des monuments historiques ayant échoué à la fin du XXe siècle, malgré la pétition pour sa sauvegarde de l'association des Amis de Vannes, ce bâtiment fut entièrement démoli en 2000. Des fouilles archéologiques furent réalisées sur le site qui révélèrent entre autres les écuries médiévales (années 1440) du château de l'Hermine.
Afin d'offrir un meilleur cadre de travail aux commerçants et de se mettre en conformité avec les règles sanitaires, un nouvel édifice fut construit sur l'emplacement libéré d'après les plans de François Pfeiffer, Bruno Freycenon et Franck Playsf. Il fut inauguré le 23 juin 2001.

## Architecture
Le marché couvre 1 350 m2 et accueille 29 commerçants.